# Nhện nhà khổng lồ
Nhện nhà khổng lồ (Danh pháp khoa học: Eratigena atrica) là một loài nhện trong họ Agelenidae được tìm thấy ở châu Âu, Bắc Phi, Bắc Á và Bắc Mỹ. Đây là một trong những loài nhện lớn nhất ở Bắc Âu. 

## Đặc điểm
Chúng rất to lớn với sải chân dài bằng con chuột nhắt nhỏ trong khi thân hình nhỏ hơn cơ thể chuột. Con nhện cái có sải chân khoảng 4,5 cm. Vết cắn của chúng còn gây đau đớn như bị ong chích và có thể để lại vệt dài tới 12 cm. Nhện nhà khổng lồ không thuần tính như đồng loại. Chúng còn được coi như những con Golden Retriever. Con đực bò vào nhà sau đợt rụng lông cuối cùng trong năm và tìm con cái để giao phối. Con đực thường lặng lẽ di chuyển và săn tìm con cái.
Giống như phần lớn các loài nhện, con cái tiết ra pheromone, một chất đóng vai trò tín hiệu hóa học, dọc theo các sợi tơ trên mạng để làm dấu cho con đực. Sau khi ghép đôi, con cái trở ra ngoài để đẻ trứng, trừ khi nó tìm thấy một góc tối yên tĩnh trong nhà như những bức tường hoặc gờ đá cũ. Mỗi con nhện cái có thể sinh ra hàng trăm quả trứng. Đây là một trong những loài nhện có kích thước lớn nhất ở châu Âu nhưng nọc của chúng không đủ dài để đâm xuyên qua da người.
Ở Anh, loài nhện tập trung ở phương nam. Chúng xuất hiện ồ ạt và rất dễ gặp trong nhà. Những con nhện nhà với sải chân dài bằng con chuột nhỏ xuất hiện ồ ạt trong các gia đình ở Anh mùa hè Loài nhện này xuất hiện nhiều nhất ở phương nam, nhưng gần đây chúng lan rộng sang cả phương bắc. Do thời tiết mùa hè ấm và ẩm ướt, có nhiều côn trùng cho nhện săn mồi nên chúng sẽ xuất hiện khá sớm.